# Gélose Slanetz
 (avril 2025).
Si vous disposez d'ouvrages ou d'articles de référence ou si vous connaissez des sites web de qualité traitant du thème abordé ici, merci de compléter l'article en donnant les références utiles à sa vérifiabilité et en les liant à la section « Notes et références ».
La gélose Slanetz est un milieu de culture utilisé pour le dénombrement des Entérocoques (Norme AFNOR NF T 90-416) en microbiologie alimentaire. Son emploi est surtout réservé aux eaux, après filtration.

## Composition
La composition de ce milieu est la suivante :
- Agar-agar : 10 g
- Peptone : 20 g
- Azide de sodium : 0,4 g
- Glucose : 2 g
- TTC (chlorure de 2-3-5-triphényl-tétrazolium) : 0,1 g
- pH = 7,2

## Principe
Ce milieu contient un critère de différenciation : le chlorure de triphényltétrazolium (TTC) qui lors de sa réduction donne une coloration des bactéries en rouge.
Il contient un inhibiteur des gram -, qui sélectionne les streptocoques : l'azide de sodium.
Les entérocoques donnent des colonies de taille moyenne, rose ou rouges.
Des espèces de Bacillus peuvent pousser et donner le même aspect de colonie, mais de taille plus importante.
Si obtention de colonies rouges violacées en 18 à 24 h, conclure Enterococcus faecalis.